# Wherry

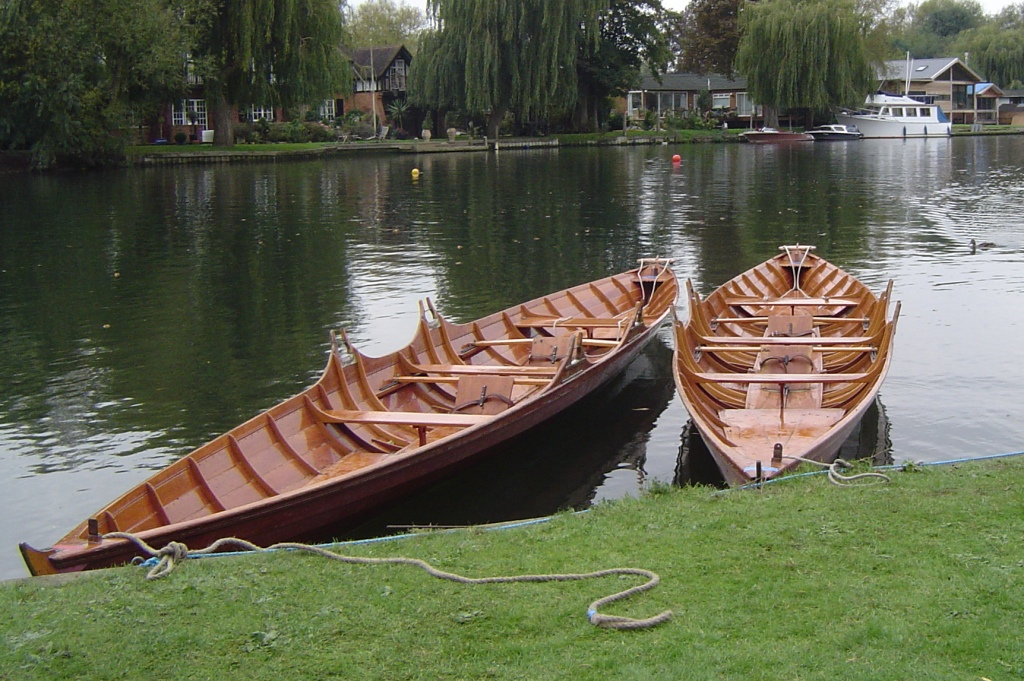
Een scheehouten dubbele wherry

Een wherry (Engels: Thames skiff of sculler) is een type boot met plaats voor een of twee roeiers en een stuur. Meestal is er ook extra plaats voor een instructeur. Sommige boten zijn voorzien van een mast en zeil. Wherry's komen voor in verschillende typen, waaronder single wherry (een roeier), double wherry (twee roeiers) en K-wherry. Het is een historisch Engels boottype.
Moderne varianten van de wherry zijn vaak uitgerust met een rijdend roeibankje en uitleggers (Engels: riggers) in tegenstelling tot de klassieke of scheehouten wherry (naar de scheehouten waartussen de riem ligt) met vaste roeibanken. De roeitechniek is voor beide varianten wezenlijk verschillend. De wherry wordt onder andere gebruikt bij roeitoertochten.